# The Grey and Simcoe Foresters
The Grey and Simcoe Foresters, littéralement « Les Forestiers de Grey et de Simcoe », sont un régiment d'infanterie de la Première réserve de l'Armée canadienne. Ayant été fondé en 1866, il s'agit de l'un des plus anciens régiments des Forces armées canadiennes. De plus, The Grey and Simcoe Foresters sont le dernier régiment du Commonwealth a toujours porter le titre de « forestiers ».
Le régiment fait partie du 31e Groupe-brigade du Canada au sein de la 4e Division du Canada. Son quartier général est basé à Owen Sound et il comprend aussi des détachements à Barrie en Ontario.
Le régiment tire ses origines de deux bataillons d'infanterie créés en 1866, le 31st "Grey Battalion of Infantry" (le « 31e "Bataillon d'infanterie de Grey" ») et le 35th "Simcoe Battalion of Infantry" (le « 35e Bataillon d'infanterie de Simcoe »), qui fusionnèrent en 1936 pour former The Grey and Simcoe Foresters. Ces derniers ont été convertis en une unité d'artillerie en 1946 en devenant le 45th Anti-Tank Regiment (Grey and Simcoe Foresters), RCA (le « 45e Régiment anti-char (Forestiers de Grey et de Simcoe), ARC »). La même année, le 55th Light Anti-Aircraft Regiment, RCA (« 55e Régiment anti-aérien, ARC ») était créé. Ces deux derniers fusionnèrent en 1954 et la nouvelle unité fut convertie en une unité blindée nommée « The Grey and Simcoe Foresters (28th Armoured Regiment) » (« Les Forestiers de Grey et de Simcoe (28e Régiment blindé) »). Le régiment redevint une unité d'infanterie en 1970 et reprit son nom actuel.
En plus de l'histoire de sa propre lignée, le régiment perpétue l'héritage de quatre bataillons du Corps expéditionnaire canadien (CEC) de la Première Guerre mondiale, les 147e, 157e, 177e et 248e Bataillon "outre-mer", CEC.

## Rôle et organisation

Insigne distinctif de la 4e Division du Canada

Tout comme c'est le cas pour les autres unités de la Première réserve de l'Armée canadienne, le rôle des Grey and Simcoe Foresters est de former des soldats afin de servir de renfort lors des opérations des Forces armées canadiennes ainsi que d'être prêts pour le service actif pour appuyer les autorités civiles lors de catastrophes naturelles dans la région locale.
The Grey and Simcoe Foresters sont un régiment d'infanterie du 31e Groupe-brigade du Canada, un groupe-brigade de la Première réserve de l'Armée canadienne qui fait partie de la 4e Division du Canada. Ils sont basés à Owen Sound et à Barrie en Ontario. Le commandant du régiment est le lieutenant-colonel D.E. Meehan.

## Histoire

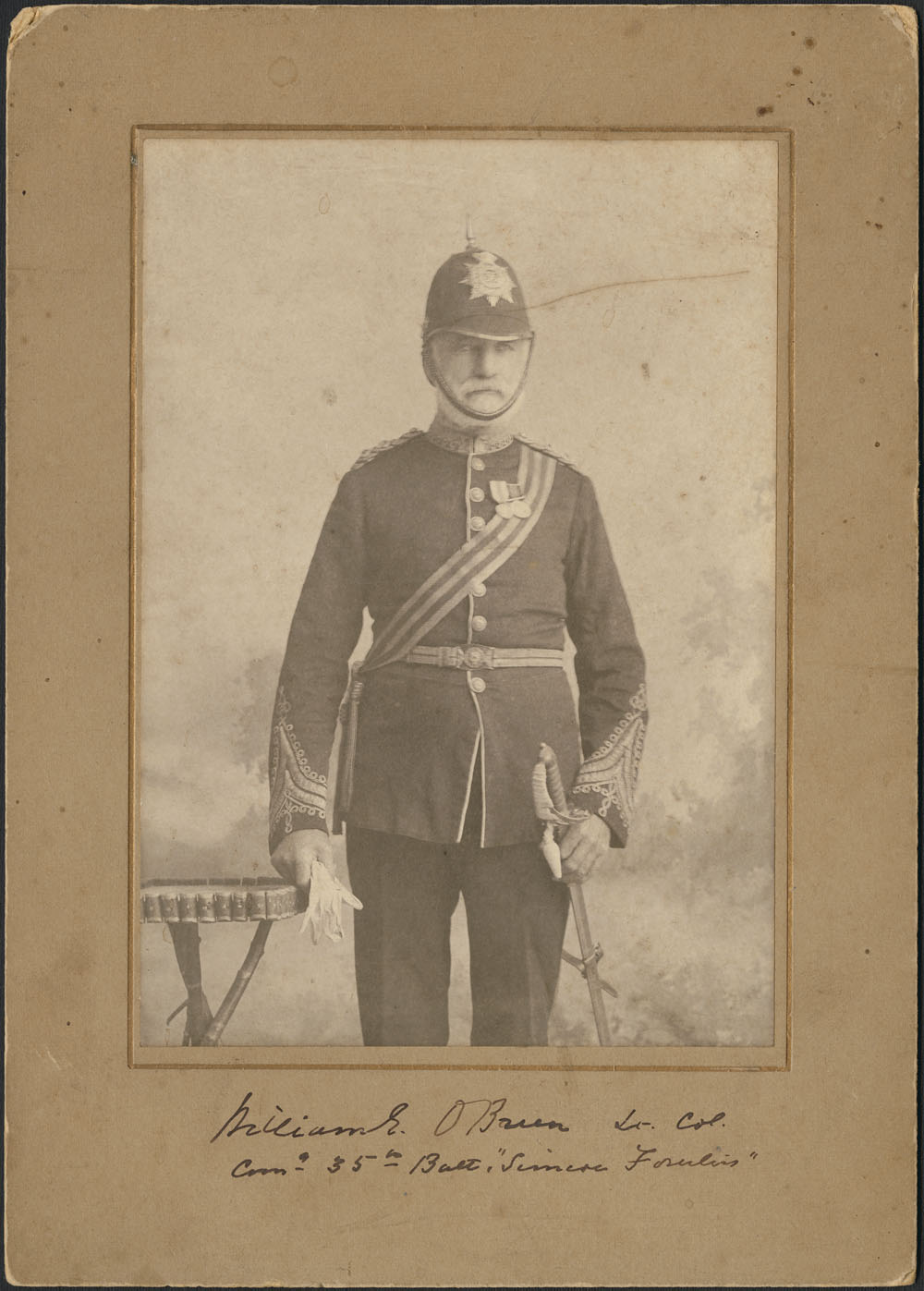
Le lieutenant-colonel William O'Brien, commandant du 35th Battalion "The Simcoe Foresters" vers 1900

Le régiment tire ses origines du district militaire de Simcoe créé en 1795. En 1855, une nouvelle Loi sur la Milice a établi une milice active. La première compagnie de la région du district de Simcoe à être levée est celle de Barrie en Ontario pour faire partie de cette nouvelle force suivie d'autres compagnies, notamment à Owen Sound, Leith (en), Cookstown et Bradford (en). Ces compagnies furent appelées à servir le long de la frontière canado-américaine dans le cadre des raids féniens en 1865 et 1866.. 
Le 14 septembre 1866, la formation de bataillons fut autorisée. Ainsi, le même jour, le 31st "Grey Battalion of Infantry" à Owen Sound et le 35th "Simcoe Battalion of Infantry" à Barrie furent fondés. Ce dernier fut renommé en « 35th Battalion "The Simcoe Foresters" » le 5 avril 1867.
Le 10 avril 1885, le 35th Battalion "The Simcoe Foresters" a mobilisé quatre compagnies qui servirent dans la colonne de l'Alberta lors de la campagne militaire dans l'Ouest canadien pour étouffer la rébellion du Nord-Ouest. Elles furent retirées du service actif le 24 juillet de la même année.

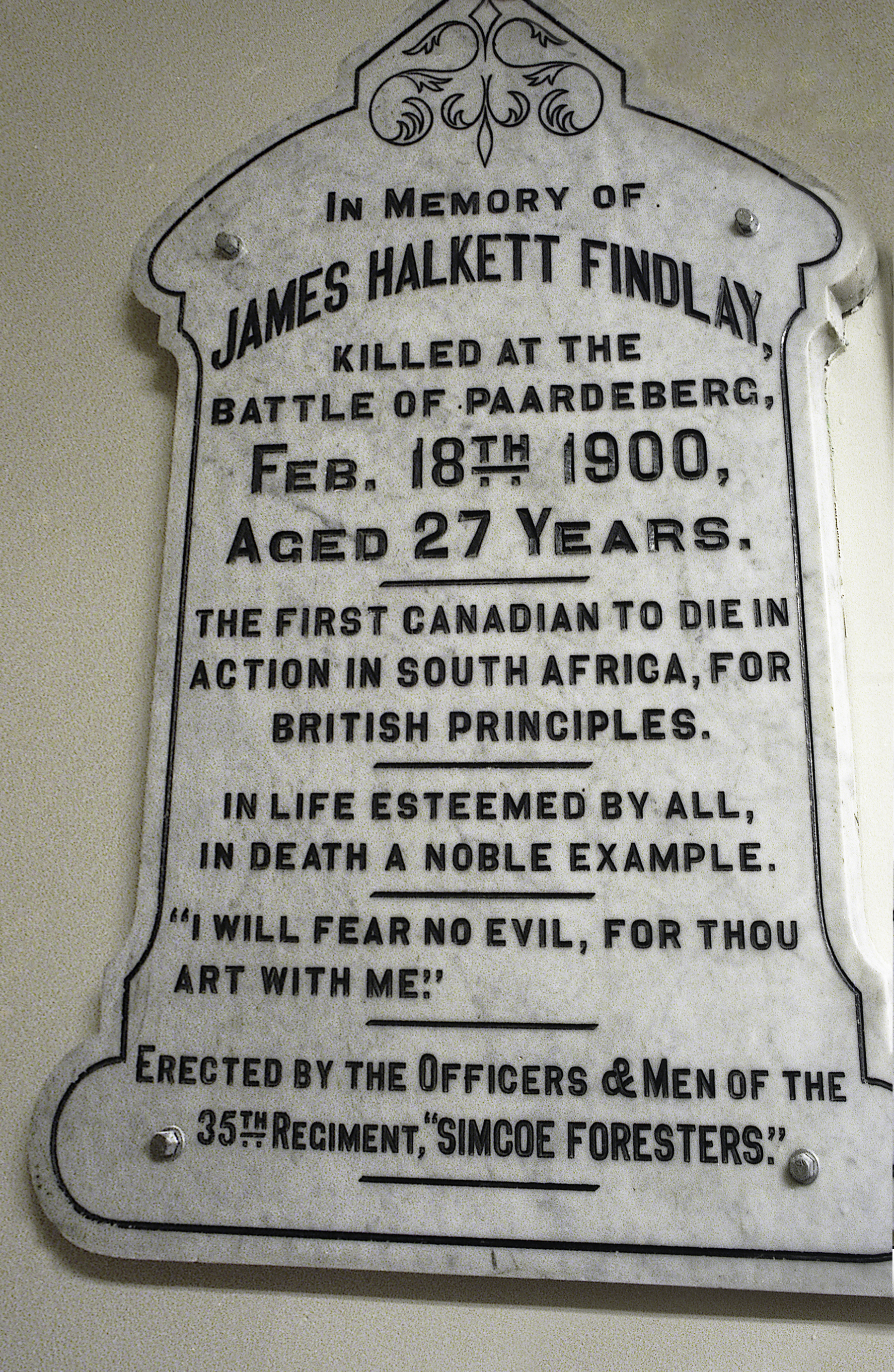
Plaque commémorative érigée par le 35th Regiment "Simcoe Foresters" en mémoire du soldat James Halkett Findlay, le premier Canadien à être tué au combat lors d'une mission outre-mer, qui se trouve à l'église presbytérienne de St. Andrew à Barrie en Ontario

En 1899, le gouvernement canadien mit sur pied un contingent de 1 000 hommes pour être déployé en Afrique du Sud dans le cadre de la seconde guerre des Boers, le premier déploiement outre-mer des Forces armées canadiennes. Des volontaires des bataillons de Grey et de Simcoe firent partie de ce contingent. D'ailleurs, le premier Canadien mort au combat au cours d'une mission outre-mer est le soldat James Halkett Findlay du bataillon de Simcoe originaire de Barrie qui a été tué lors de la bataille de Paardeberg le 18 février 1900. Le 8 mai 1900, les deux bataillons devinrent des régiments, respectivement le 31st Grey et le 35th Regiment "Simcoe Foresters".
Dans la foulée de la Première Guerre mondiale, le 6 août 1914, des détachements du 35th Regiment "Simcoe Foresters" furent mobilisés pour le service actif afin de fournir de la protection locale.
Le 15 décembre 1936, les deux unités qui étaient devenues The Grey Regiment et The Simcoe Foresters le 1er mai 1920 ont fusionné pour devenir The Grey and Simcoe Foresters.
Dans la foulée de la Seconde Guerre mondiale, le 24 mai 1940, le régiment mobilisa un bataillon. Le 7 novembre suivant, celui-ci devint le 1er Bataillon, The Grey and Simcoe Foresters, CASF tandis que le bataillon de réserve devint le 2e Bataillon. Le 26 janvier 1942, le bataillon en service actif fut converti en une unité blindée et adopta le nom de « 26th Army Tank Battalion (The Grey and Simcoe Foresters), CAC, CASF ». Le 15 mai suivant, le bataillon en service actif fut renommé en « 26th Army Tank Regiment (Grey and Simcoe Foresters) CAC, CASF ». Le 17 juin 1943, il s'embarqua pour la Grande-Bretagne. Il fut officiellement dissous le 1er novembre 1943 et le bataillon de réserve adopta alors le nom de « The Grey and Simcoe Foresters (Reserve) ».
Le 1er avril 1946, le régiment fut converti en une unité d'artillerie et adopta le nom de « 45th Anti-Tank Regiment (Grey and Simcoe Foresters), RCA ». Le même jour, le 55th Light Anti-Aircraft Regiment, RCA a été créé. Le 19 juin 1947, le 45th Anti-Tank Regiment (Grey and Simcoe Foresters), RCA fut renommé en « 45th Anti-Tank Regiment (Self- Propelled) (Grey and Simcoe Foresters) ». Le 1er octobre 1954, les deux unités fusionnèrent. La nouvelle unité fut convertie en une unité blindée et nommée « The Grey and Simcoe Foresters (28th Armoured Regiment) ». Le 19 mai 1958, le régiment redevint une unité d'infanterie et revint à son nom actuel.

## Honneurs de bataille

Le drapeau consacré des Grey and Simcoe Foresters affichant les huit honneurs de bataille du régiment

Les honneurs de bataille sont le droit donné par la Couronne au régiment d'apposer sur ses couleurs les noms des batailles ou des conflits dans lesquels il s'est illustré.
| Rébellion du Nord-Ouest    | Rébellion du Nord-Ouest |
| -------------------------- | ----------------------- |
| Canada du Nord-Ouest, 1885 |                         |
| Première Guerre mondiale   |                         |
| Arras, 1917, '18           | Côte 70                 |
| Ypres, 1917                | Amiens                  |
| Ligne Hindenburg           | Poursuite vers Mons     |
| Guerre d'Afghanistan       |                         |
| Afghanistan                |                         |

## Lignée
La lignée du Hastings and Prince Edward Regiment comprend toutes les unités qui ont été amalgamées au cours de leur histoire pour former le régiment tel qu'il est de nos jours.
| 31st "Grey Battalion of Infantry" (14 septembre 1866 | 31st "Grey Battalion of Infantry" (14 septembre 1866 | 31st "Grey Battalion of Infantry" (14 septembre 1866 | 31st "Grey Battalion of Infantry" (14 septembre 1866 | 31st "Grey Battalion of Infantry" (14 septembre 1866 | 31st "Grey Battalion of Infantry" (14 septembre 1866 |                                                                                      |                                                                           |                                                                           |                                                                           | 35th "Simcoe Battalion of Infantry (14 septembre 1866                     | 35th "Simcoe Battalion of Infantry (14 septembre 1866                     | 35th "Simcoe Battalion of Infantry (14 septembre 1866 | 35th "Simcoe Battalion of Infantry (14 septembre 1866 | 35th "Simcoe Battalion of Infantry (14 septembre 1866 | 35th "Simcoe Battalion of Infantry (14 septembre 1866 |                                                         |                                                         |                                                         |                                                         |                                                         |                                                         |  |  |  |  |  |  |  |  |
| 31st "Grey Battalion of Infantry" (14 septembre 1866 | 31st "Grey Battalion of Infantry" (14 septembre 1866 | 31st "Grey Battalion of Infantry" (14 septembre 1866 | 31st "Grey Battalion of Infantry" (14 septembre 1866 | 31st "Grey Battalion of Infantry" (14 septembre 1866 | 31st "Grey Battalion of Infantry" (14 septembre 1866 |                                                                                      |                                                                           |                                                                           |                                                                           | 35th "Simcoe Battalion of Infantry (14 septembre 1866                     | 35th "Simcoe Battalion of Infantry (14 septembre 1866                     | 35th "Simcoe Battalion of Infantry (14 septembre 1866 | 35th "Simcoe Battalion of Infantry (14 septembre 1866 | 35th "Simcoe Battalion of Infantry (14 septembre 1866 | 35th "Simcoe Battalion of Infantry (14 septembre 1866 |                                                         |                                                         |                                                         |                                                         |                                                         |                                                         |  |  |  |  |  |  |  |  |
|                                                      |                                                      |                                                      |                                                      |                                                      |                                                      |                                                                                      |                                                                           |                                                                           |                                                                           | 35th Battalion "The Simcoe Foresters" (5 avril 1867)                      |                                                                           |                                                       |                                                       |                                                       |                                                       |                                                         |                                                         |                                                         |                                                         |                                                         |                                                         |  |  |  |  |  |  |  |  |
|                                                      |                                                      |                                                      |                                                      |                                                      |                                                      |                                                                                      |                                                                           |                                                                           |                                                                           |                                                                           |                                                                           |                                                       |                                                       |                                                       |                                                       |                                                         |                                                         |                                                         |                                                         |                                                         |                                                         |  |  |  |  |  |  |  |  |
| 31st Grey Regiment (8 mai 1900)                      | 31st Grey Regiment (8 mai 1900)                      | 31st Grey Regiment (8 mai 1900)                      | 31st Grey Regiment (8 mai 1900)                      | 31st Grey Regiment (8 mai 1900)                      | 31st Grey Regiment (8 mai 1900)                      |                                                                                      |                                                                           |                                                                           |                                                                           | 35th Regiment "Simcoe Foresters" (8 mai 1900)                             | 35th Regiment "Simcoe Foresters" (8 mai 1900)                             | 35th Regiment "Simcoe Foresters" (8 mai 1900)         | 35th Regiment "Simcoe Foresters" (8 mai 1900)         | 35th Regiment "Simcoe Foresters" (8 mai 1900)         | 35th Regiment "Simcoe Foresters" (8 mai 1900)         |                                                         |                                                         |                                                         |                                                         |                                                         |                                                         |  |  |  |  |  |  |  |  |
| 31st Grey Regiment (8 mai 1900)                      | 31st Grey Regiment (8 mai 1900)                      | 31st Grey Regiment (8 mai 1900)                      | 31st Grey Regiment (8 mai 1900)                      | 31st Grey Regiment (8 mai 1900)                      | 31st Grey Regiment (8 mai 1900)                      |                                                                                      |                                                                           |                                                                           |                                                                           | 35th Regiment "Simcoe Foresters" (8 mai 1900)                             | 35th Regiment "Simcoe Foresters" (8 mai 1900)                             | 35th Regiment "Simcoe Foresters" (8 mai 1900)         | 35th Regiment "Simcoe Foresters" (8 mai 1900)         | 35th Regiment "Simcoe Foresters" (8 mai 1900)         | 35th Regiment "Simcoe Foresters" (8 mai 1900)         |                                                         |                                                         |                                                         |                                                         |                                                         |                                                         |  |  |  |  |  |  |  |  |
| The Grey Regiment (1er mai 1920)                     | The Grey Regiment (1er mai 1920)                     | The Grey Regiment (1er mai 1920)                     | The Grey Regiment (1er mai 1920)                     | The Grey Regiment (1er mai 1920)                     | The Grey Regiment (1er mai 1920)                     |                                                                                      |                                                                           |                                                                           |                                                                           | The Simcoe Foresters (1er mai 1920)                                       | The Simcoe Foresters (1er mai 1920)                                       | The Simcoe Foresters (1er mai 1920)                   | The Simcoe Foresters (1er mai 1920)                   | The Simcoe Foresters (1er mai 1920)                   | The Simcoe Foresters (1er mai 1920)                   |                                                         |                                                         |                                                         |                                                         |                                                         |                                                         |  |  |  |  |  |  |  |  |
| The Grey Regiment (1er mai 1920)                     | The Grey Regiment (1er mai 1920)                     | The Grey Regiment (1er mai 1920)                     | The Grey Regiment (1er mai 1920)                     | The Grey Regiment (1er mai 1920)                     | The Grey Regiment (1er mai 1920)                     |                                                                                      |                                                                           |                                                                           |                                                                           | The Simcoe Foresters (1er mai 1920)                                       | The Simcoe Foresters (1er mai 1920)                                       | The Simcoe Foresters (1er mai 1920)                   | The Simcoe Foresters (1er mai 1920)                   | The Simcoe Foresters (1er mai 1920)                   | The Simcoe Foresters (1er mai 1920)                   |                                                         |                                                         |                                                         |                                                         |                                                         |                                                         |  |  |  |  |  |  |  |  |
|                                                      |                                                      |                                                      |                                                      |                                                      |                                                      |                                                                                      |                                                                           |                                                                           |                                                                           |                                                                           |                                                                           |                                                       |                                                       |                                                       |                                                       |                                                         |                                                         |                                                         |                                                         |                                                         |                                                         |  |  |  |  |  |  |  |  |
|                                                      |                                                      |                                                      |                                                      |                                                      |                                                      | The Grey and Simcoe Foresters (15 décembre 1936)                                     |                                                                           |                                                                           |                                                                           |                                                                           |                                                                           |                                                       |                                                       |                                                       |                                                       |                                                         |                                                         |                                                         |                                                         |                                                         |                                                         |  |  |  |  |  |  |  |  |
|                                                      |                                                      |                                                      |                                                      |                                                      |                                                      |                                                                                      |                                                                           |                                                                           |                                                                           |                                                                           |                                                                           |                                                       |                                                       |                                                       |                                                       |                                                         |                                                         |                                                         |                                                         |                                                         |                                                         |  |  |  |  |  |  |  |  |
|                                                      |                                                      |                                                      |                                                      |                                                      |                                                      | 2nd (Reserve) Battalion, The Grey and Simcoe Foresters (7 novembre 1940)             |                                                                           |                                                                           |                                                                           |                                                                           |                                                                           |                                                       |                                                       |                                                       |                                                       |                                                         |                                                         |                                                         |                                                         |                                                         |                                                         |  |  |  |  |  |  |  |  |
|                                                      |                                                      |                                                      |                                                      |                                                      |                                                      |                                                                                      |                                                                           |                                                                           |                                                                           |                                                                           |                                                                           |                                                       |                                                       |                                                       |                                                       |                                                         |                                                         |                                                         |                                                         |                                                         |                                                         |  |  |  |  |  |  |  |  |
|                                                      |                                                      |                                                      |                                                      |                                                      |                                                      | The Grey and Simcoe Foresters (Reserve) (1er novembre 1943)                          |                                                                           |                                                                           |                                                                           |                                                                           |                                                                           |                                                       |                                                       |                                                       |                                                       |                                                         |                                                         |                                                         |                                                         |                                                         |                                                         |  |  |  |  |  |  |  |  |
|                                                      |                                                      |                                                      |                                                      |                                                      |                                                      |                                                                                      |                                                                           |                                                                           |                                                                           |                                                                           |                                                                           |                                                       |                                                       |                                                       |                                                       |                                                         |                                                         |                                                         |                                                         |                                                         |                                                         |  |  |  |  |  |  |  |  |
|                                                      |                                                      |                                                      |                                                      |                                                      |                                                      | 45th Anti-Tank Regiment (Grey and Simcoe Foresters), RCA (1er avril 1946)            | 45th Anti-Tank Regiment (Grey and Simcoe Foresters), RCA (1er avril 1946) | 45th Anti-Tank Regiment (Grey and Simcoe Foresters), RCA (1er avril 1946) | 45th Anti-Tank Regiment (Grey and Simcoe Foresters), RCA (1er avril 1946) | 45th Anti-Tank Regiment (Grey and Simcoe Foresters), RCA (1er avril 1946) | 45th Anti-Tank Regiment (Grey and Simcoe Foresters), RCA (1er avril 1946) |                                                       |                                                       |                                                       |                                                       | 55th Light Anti-Aircraft Regiment, RCA (1er avril 1946) | 55th Light Anti-Aircraft Regiment, RCA (1er avril 1946) | 55th Light Anti-Aircraft Regiment, RCA (1er avril 1946) | 55th Light Anti-Aircraft Regiment, RCA (1er avril 1946) | 55th Light Anti-Aircraft Regiment, RCA (1er avril 1946) | 55th Light Anti-Aircraft Regiment, RCA (1er avril 1946) |  |  |  |  |  |  |  |  |
|                                                      |                                                      |                                                      |                                                      |                                                      |                                                      | 45th Anti-Tank Regiment (Grey and Simcoe Foresters), RCA (1er avril 1946)            | 45th Anti-Tank Regiment (Grey and Simcoe Foresters), RCA (1er avril 1946) | 45th Anti-Tank Regiment (Grey and Simcoe Foresters), RCA (1er avril 1946) | 45th Anti-Tank Regiment (Grey and Simcoe Foresters), RCA (1er avril 1946) | 45th Anti-Tank Regiment (Grey and Simcoe Foresters), RCA (1er avril 1946) | 45th Anti-Tank Regiment (Grey and Simcoe Foresters), RCA (1er avril 1946) |                                                       |                                                       |                                                       |                                                       | 55th Light Anti-Aircraft Regiment, RCA (1er avril 1946) | 55th Light Anti-Aircraft Regiment, RCA (1er avril 1946) | 55th Light Anti-Aircraft Regiment, RCA (1er avril 1946) | 55th Light Anti-Aircraft Regiment, RCA (1er avril 1946) | 55th Light Anti-Aircraft Regiment, RCA (1er avril 1946) | 55th Light Anti-Aircraft Regiment, RCA (1er avril 1946) |  |  |  |  |  |  |  |  |
|                                                      |                                                      |                                                      |                                                      |                                                      |                                                      | 45th Anti-Tank Regiment (Self- Propelled) (Grey and Simcoe Foresters) (19 juin 1947) |                                                                           |                                                                           |                                                                           |                                                                           |                                                                           |                                                       |                                                       |                                                       |                                                       |                                                         |                                                         |                                                         |                                                         |                                                         |                                                         |  |  |  |  |  |  |  |  |
|                                                      |                                                      |                                                      |                                                      |                                                      |                                                      |                                                                                      |                                                                           |                                                                           |                                                                           |                                                                           |                                                                           |                                                       |                                                       |                                                       |                                                       |                                                         |                                                         |                                                         |                                                         |                                                         |                                                         |  |  |  |  |  |  |  |  |
|                                                      |                                                      |                                                      |                                                      |                                                      |                                                      |                                                                                      |                                                                           |                                                                           |                                                                           |                                                                           |                                                                           |                                                       |                                                       |                                                       |                                                       |                                                         |                                                         |                                                         |                                                         |                                                         |                                                         |  |  |  |  |  |  |  |  |
|                                                      |                                                      |                                                      |                                                      |                                                      |                                                      |                                                                                      |                                                                           |                                                                           |                                                                           | 55th Light Anti-Aircraft Regiment, RCA (1er octobre 1954)                 |                                                                           |                                                       |                                                       |                                                       |                                                       |                                                         |                                                         |                                                         |                                                         |                                                         |                                                         |  |  |  |  |  |  |  |  |
|                                                      |                                                      |                                                      |                                                      |                                                      |                                                      |                                                                                      |                                                                           |                                                                           |                                                                           |                                                                           |                                                                           |                                                       |                                                       |                                                       |                                                       |                                                         |                                                         |                                                         |                                                         |                                                         |                                                         |  |  |  |  |  |  |  |  |
|                                                      |                                                      |                                                      |                                                      |                                                      |                                                      |                                                                                      |                                                                           |                                                                           |                                                                           | The Grey and Simcoe Foresters (RCAC) (19 mai 1958)                        |                                                                           |                                                       |                                                       |                                                       |                                                       |                                                         |                                                         |                                                         |                                                         |                                                         |                                                         |  |  |  |  |  |  |  |  |
|                                                      |                                                      |                                                      |                                                      |                                                      |                                                      |                                                                                      |                                                                           |                                                                           |                                                                           |                                                                           |                                                                           |                                                       |                                                       |                                                       |                                                       |                                                         |                                                         |                                                         |                                                         |                                                         |                                                         |  |  |  |  |  |  |  |  |
|                                                      |                                                      |                                                      |                                                      |                                                      |                                                      |                                                                                      |                                                                           |                                                                           |                                                                           | The Grey and Simcoe Foresters (1er septembre 1970)                        |                                                                           |                                                       |                                                       |                                                       |                                                       |                                                         |                                                         |                                                         |                                                         |                                                         |                                                         |  |  |  |  |  |  |  |  |

## Perpétuations

Le 147e Bataillon, CEC au camp Borden en Ontario en 1916

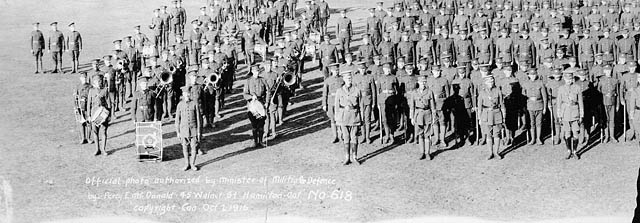
Des membres du 157e Bataillon, CEC au camp Borden en 1916

Le 177e Bataillon, CEC au camp Borden en 1916

En plus de l'histoire de sa propre lignée, The Grey and Simcoe Foresters perpétuent l'histoire de quatre bataillons du Corps expéditionnaire canadien (CEC) de la Première Guerre mondiale, les 147e, 157e, 177e et 248e Bataillon "outre-mer", CEC.
Les 147e et 157e Bataillon ont été créés le 22 décembre 1915. Le 17 octobre 1916, le 157e s'embarqua pour la Grande-Bretagne, suivi du 147e le 14 novembre suivant. Entre le 28 octobre et le 8 décembre, le personnel du 157e fut transféré au 1er, 19e, 116e et 125e Bataillon du CEC qui servait à fournir des renforts aux troupes canadiennes au front. De son côté, le personnel du 147e fut transféré au 8e Bataillon de réserve du CEC le 1er janvier 1917 qui servait également à fournir des renforts aux troupes canadiennes au front. Le 147e et le 157e Bataillon furent officiellement dissout le 1er septembre 1917.
Le 177e Bataillon a été créé le 15 juillet 1916 et il s'embarqua pour la Grande-Bretagne le 3 mai 1917 où son personnel fut transféré le 14 mai, au 3e Bataillon de réserve du CEC qui servait à fournir des renforts aux troupes canadiennes au front. De son côté, le 248e Bataillon a été créé le 1er mai 1917 et partit pour la Grande-Bretagne le 2 juin suivant. Son personnel fut transféré au 8e Bataillon de réserve du CEC qui servait aussi à fournir des renforts aux troupes canadiennes au front. Le 177e et le 248e Bataillon furent respectivement dissout le 15 avril 1918 et le 15 septembre 1917.

## Traditions et patrimoine

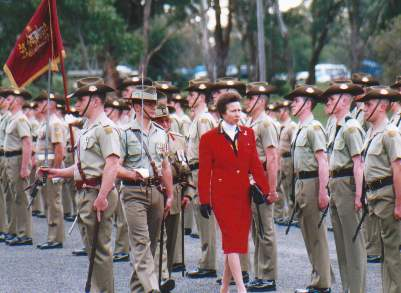
Son Altesse Royale la princesse Anne, la princesse royale, colonel en chef du régiment pendant qu'elle inspectait des troupes de l'Armée australienne en 2000

Le drapeau de camp des Grey and Simcoe Foresters

Les traditions et les symboles des Grey and Simcoe Foresters sont les éléments essentiels à l'identité régimentaire. Le symbole le plus important est l'insigne du régiment qui est composé d'un tourteau de sinople chargé au centre d'un cerf couchant sur un monticule de sinople entouré de feuilles d'érable aux couleurs d'automne. Le tourteau est accosté de deux listels de sinople portant l'inscription « Grey and » à gauche et « Simcoe » à droite en lettres majuscule d'argent. Le tourteau et les listels sont brochant sur une croix de Malte pommetée d'argent, sommée de la couronne royale au naturel et soutenue d'un listel de sinople portant l'inscription « Foresters » en lettres majuscules d'argent. L'insigne du régiment est inspiré de l'ancien insigne des Sherwood Foresters (Nottinghamshire and Derbyshire Regiment) (en) de la British Army. Un autre élément important de l'identité d'un régiment sont les marches régimentaires. La marche des Grey and Simcoe Foresters est The 31st Greys.
Outre sa structure opérationnelle, le régiment possède une gouvernance cérémonielle. La position la plus importante de cette gouvernance est celle de colonel en chef. Historiquement, le colonel en chef d'un régiment était son mécène, souvent royal. Le colonel en chef des Grey and Simcoe Foresters est Son Altesse Royale la princesse Anne, la princesse royale. Le régiment est jumulé avec un régiment de la Armée britannique, The Mercian Regiment, dans lequel a été amalgamé l'ancien Worcestershire and Sherwood Foresters Regiment (en).